# Marianne Fuchs (Therapeutin)
Marianne Fuchs, geborene Krämer (* 4. November 1908 in Bopfingen; † 11. März 2010 in Düsseldorf), war  die Begründerin der tiefenpsychologisch fundierten Körperpsychotherapie-Methode Funktionelle Entspannung.

## Leben
Marianne Fuchs war seit ihrer Kindheit an Bewegung und der Kreativität, Autonomie und Freiheit des Körpers interessiert. Sie begann 1926 eine Ausbildung zur Gymnastiklehrerin, heute vergleichbar mit dem Berufsbild der Bewegungstherapeutin mit heilpädagogischer Zusatzausbildung. Sie lernte bei Dorothee Günther, Carl Orff und Thekla Malmberg. Im April 1931 heiratete sie den Historiker Walther Peter Fuchs (1905–1997), mit dem sie drei Kinder hatte.
1928 absolvierte sie ihr Examen und begann am Institut für Leibesübungen an der Universität Marburg zu arbeiten. Sie wurde außerdem freie Mitarbeiterin an der Psychiatrischen Universitätsklinik bei Ernst Kretschmer und Friedrich Mauz.  Ab 1936 arbeitete sie in der Universitätsklinik Heidelberg, deren damaliger Leiter Richard Siebeck war. Kurz zuvor hatte Marianne Fuchs einen Weg gefunden, ihren kleinen Sohn, der an einer schweren spastischen Bronchitis erkrankt war, mit Hilfe ihrer Hände und ihrer Einfühlung in seinen gestörten Atemrhythmus zu heilen. Sie bezeichnete dieses Vorgehen als „Einschlupf ins vegetative Unbewusste“. Dies gilt als die Geburtsstunde der Funktionellen Entspannung, die zunächst „Atemrhythmisierende Entspannung“ hieß. Sie skizziert die Funktionelle Entspannung im Vorwort zu ihrem Buch 1975: "Im Zentrum der Methode steht die Rolle des Leibes, mit dem der Mensch erlebt, erleidet, sich verhält, Dasein verwirklicht. Für die Funktionelle Entspannung stellt sich das am unbestechlichsten am Atemrhythmus des einzelnen dar, in seinem Bewegtsein und Sich - bewegen - Lassen."
1946 kehrte Viktor von Weizsäcker, einer der Begründer der psychosomatischen Medizin in Deutschland, nach Heidelberg zurück. In der Folgezeit entwickelte sie mit ihm und mit Richard Siebeck vor dem Hintergrund der anthropologischen Medizin die theoretischen Grundlagen der Funktionellen Entspannung. Anfang der 1990er Jahre wurde in einer Arbeitsgruppe mit dem Psychosomatiker Thure von Uexküll das Konzept der ‚Subjektiven Anatomie’ entwickelt.  Die Funktionelle Entspannung fand Anerkennung und Eingang als Behandlungsmethode innerhalb der Psychosomatischen Medizin in Deutschland. Zahlreiche klinische Studien belegen die Wirksamkeit der Funktionellen Entspannung bei Asthma bronchiale, Reizdarmsyndrom, somatoformen Herzbeschwerden, Zahnarztangst und in der Stress-Prävention.
Marianne Fuchs war Ehrenvorsitzende der Arbeitsgemeinschaft Funktionelle Entspannung (A.F.E.) und lebte zuletzt in Erlangen und Düsseldorf. 1998 erhielt sie das Bundesverdienstkreuz. Sie war bis kurz vor ihrem Tod noch aktiv interessiert und feierte 2008 ihren 100. Geburtstag im Rahmen eines Festaktes während der A.F.E. Herbsttagung in Rothenburg o.d.T.

## Schriften
- Funktionelle Entspannung. 6. Auflage, Stuttgart 1997
- Marianne Fuchs und G. Elschenbroich (Hrsg.): Funktionelle Entspannung in der Kinderpsychotherapie. 2. erweiterte Auflage, München 1996
- Fuchs, Uexküll, Müller-Braunschweig, Johnen (Hrsg.): Subjektive Anatomie. Theorie und Praxis körperbezogener Psychotherapie. Schattauer. Stuttgart (1994)